# Leesburg (Ohio)
Leesburg és una població del Comtat de Highland a l'estat d'Ohio (Estats Units d'Amèrica).

## Demografia
Segons el cens dels Estats Units del 2000 Leesburg tenia 1.253 habitants, 501 habitatges, i 344 famílies. La densitat de població era de 604,7 habitants per km².
Dels 501 habitatges en un 37,9% hi vivien nens de menys de 18 anys, en un 48,1% hi vivien parelles casades, en un 14,8% dones solteres, i en un 31,3% no eren unitats familiars. En el 26,3% dels habitatges hi vivien persones soles el 8,8% de les quals corresponia a persones de 65 anys o més que vivien soles. El nombre mitjà de persones vivint en cada habitatge era de 2,5 i el nombre mitjà de persones que vivien en cada família era de 3.
Per edats la població es repartia de la següent manera: un 28,1% tenia menys de 18 anys, un 11,7% entre 18 i 24, un 30% entre 25 i 44, un 18,8% de 45 a 60 i un 11,4% 65 anys o més.
L'edat mediana era de 31 anys. Per cada 100 dones de 18 o més anys hi havia 91,3 homes.
La renda mediana per habitatge era de 34.653 $ i la renda mediana per família de 45.893 $. Els homes tenien una renda mediana de 30.865 $ mentre que les dones 22.112 $. La renda per capita de la població era de 16.531 $. Aproximadament el 4,7% de les famílies i el 6,3% de la població estaven per davall del llindar de pobresa.

## Poblacions properes
El següent diagrama mostra les poblacions més properes.